# Lingue di Sulawesi meridionale
Le lingue di Sulawesi meridionale sono lingue maleo-polinesiache parlata in Indonesia, nella parte meridionale dell'isola di Sulawesi.

## Classificazione
Si tratta di 31 lingue che formano un sottogruppo del gruppo delle lingue maleo-polinesiache appartenente alla famiglia linguistica austronesiana. 

### Adelaar
Le lingue di Sulawesi meridionale formano, secondo Adelaar (2005), uno dei sottogruppi delle lingue maleo-polinesiache occidentali, e sono apparentate alle lingue tamanic, un piccolo gruppo di lingue parlate dalle popolazioni dayak della regione del Kalimantan Occidentale nel Borneo occidentale.
- Lingue di Sulawesi meridionale
  - lingue tamanic
    - Lingua embaloh
    - Lingua taman
    - Lingua kalis

  - Lingua buginese[4]
  - Lingua lemolang
  - Lingua makassar
  - Sottogruppo del Nord
    - Lingua sa'dan-toraja
    - Lingua mandar
    - Lingua massenrempulu
    - Lingua mamuju
    - Lingue pitu ulunna salu
- Lingua seko

### Ethnologue
Secondo Ethnologue il gruppo dev'essere così classificato (tra parentesi tonde il numero di lingue che formano ogni sottogruppo; per ogni lingua tra parentesi quadra il codice ISO 639-3 e tra parentesi tonde l'area in cui viene parlata):
- Lingue di Sulawesi meridionale (31)
  - Lingue bugis (4)
    - Lingue tamanic (2)
      - Lingua embaloh  [emb] (Indonesia (Kalimantan)
      - Lingua taman  [tmn] (Indonesia (Kalimantan))

    - Lingua buginese[4] o bugis [bug] (Indonesia (Sulawesi))
    - Lingua campalagian  [cml] (Indonesia (Sulawesi))

  - Lingua lemolang  [ley] (Indonesia (Sulawesi))
  - Lingua makassar (5)
    - Lingua bentong  [bnu] (Indonesia (Sulawesi))
    - Lingua konjo della costa  [kjc] (Indonesia (Sulawesi))
    - Lingua konjo delle colline [kjk] (Indonesia (Sulawesi))
    - Lingua makasar  [mak] (Indonesia (Sulawesi))
    - Lingua selayar  [sly] (Indonesia (Sulawesi))

  - Sottogruppo del Nord (17)
    - Lingua mamuju  [mqx] (Indonesia (Sulawesi))
    - Lingua mandar  [mdr] (Indonesia (Sulawesi))
    - Lingue masenrempulu (4)
      - Lingua duri  [mvp] (Indonesia (Sulawesi))
      - Lingua enrekang  [ptt] (Indonesia (Sulawesi))
      - Lingua maiwa  [wmm] (Indonesia (Sulawesi))
      - Lingua malimpung  [mli] (Indonesia (Sulawesi))

    - Lingue pitu ulunna salu (5)
      - Lingua aralle-tabulahan  [atq] (Indonesia (Sulawesi))
      - Lingua bambam  [ptu] (Indonesia (Sulawesi))
      - Lingua dakka  [dkk] (Indonesia (Sulawesi))
      - Lingua pannei  [pnc] (Indonesia (Sulawesi))
      - Lingua ulumanda'  [ulm] (Indonesia (Sulawesi))

    - Lingue toraja-sa’dan (6)
      - Lingua kalumpang  [kli] (Indonesia (Sulawesi))
      - Lingua mamasa  [mqj] (Indonesia (Sulawesi))
      - Lingua tae'  [rob] (Indonesia (Sulawesi))
      - Lingua talondo' [tln] (Indonesia (Sulawesi))
      - Lingua toala'[6] (Indonesia (Sulawesi))
      - Lingua toraja-sa'dan  [sda] (Indonesia (Sulawesi))

  - Lingue seko (4)
    - Lingue panasuan (2)
      - Lingua budong-budong  [bdx] (Indonesia (Sulawesi))
      - Lingua panasuan  [psn] (Indonesia (Sulawesi))
      - Lingua seko padang  [skx] (Indonesia (Sulawesi))
      - Lingua seko tengah  [sko] (Indonesia (Sulawesi))